# Elektrostatisches Spannungsmessgerät
Das elektrostatische Spannungsmessgerät, auch als elektrostatische Voltmeter bezeichnet, ist ein elektrisches Spannungsmessgerät, welches nach dem elektrostatischen Prinzip arbeitet. Die Messung wird dabei auf die physikalische Größe einer Kraft zurückgeführt.
Zu weiteren leistungslosen Messverfahren der elektrischen Spannung und der elektrischen Feldstärke siehe auch Elektrometerverstärker sowie Rotationsvoltmeter.

## Allgemeines

Prinzip eines elektrostatischen Voltmeters mit Feder, Anzeige und den Elektroden

Ausgenutzt wird dabei die Kraftwirkung auf elektrische Ladungen, welche im Coulombschen Gesetz ihren Ausdruck finden. Die Kraft Fel auf die elektrische Ladung an den Elektroden ist im Gleichgewichtsfall gleich der Federkraft FFeder, welche der Rückstellung dient:
{\displaystyle F_{\text{el}}=F_{\text{Feder}}=0{,}5\cdot {\frac {\varepsilon _{0}AU^{2}}{d^{2}}}=D\cdot x}
wobei d der Abstand der Elektroden ist, A die Fläche der Elektroden, ε0 die Dielektrizitätskonstante und D die Federkonstante. Die Auslenkung x wird an einer Skala sichtbar gemacht und stellt einen Ausdruck für die angelegt elektrische Spannung U dar.
Bei Gleichspannung ist die Anzeige unabhängig von der Polarität, bei Wechselspannung wird aufgrund der mechanischen Trägheit der Effektivwert angezeigt, eine Erfassung von Stoßspannungen ist hingegen nicht möglich. Eine relativ hohe Genauigkeit von bis zu 0,1 % ist zufolge der quadratischen Spannungsabhängigkeit der Kräftegleichung nur bei hohen elektrischen Spannungen gegeben. Durch Variation des Abstandes d der Messelektroden kann in bestimmten Grenzen der Spannungsbereich gewählt werden.

## Arten

### Starke-Schröder-Voltmeter

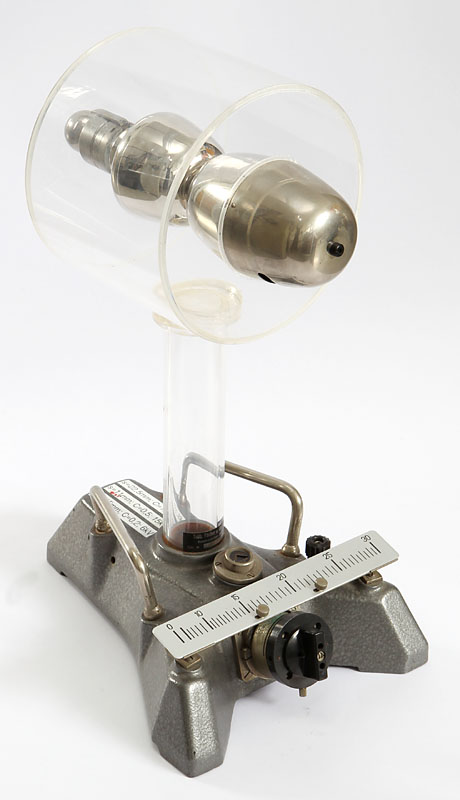
Starke-Schröder-Voltmeter

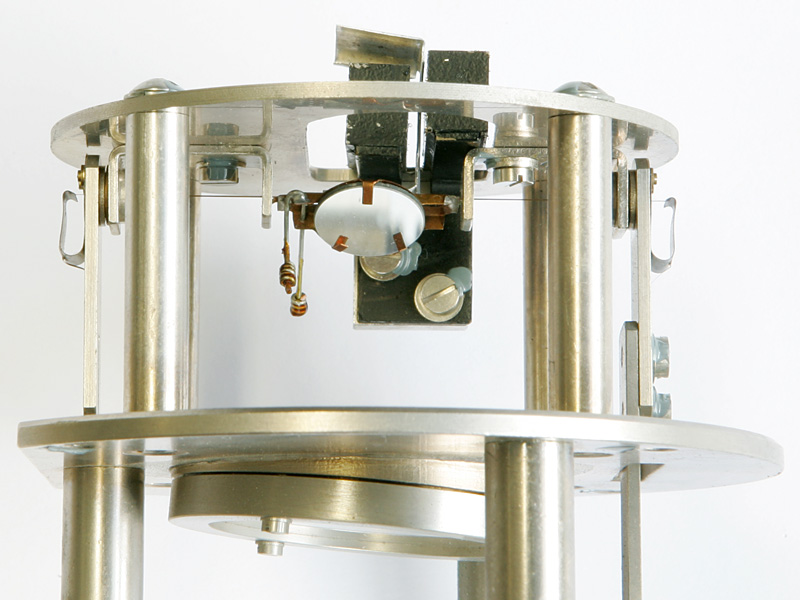
Ablenkmechanik eines Starke-Schröder-Voltmeters

Bei dem Starke-Schröder-Voltmeter handelt es sich um elektrostatisches Spannungsmessgerät, welches in der Hochspannungstechnik eingesetzt wird. Dabei wird durch die elektrostatische Kraftwirkung ein kleiner Spiegel auf einer der Elektroden bewegt, welcher einen Lichtstrahl ablenkt. Diese Ablenkung, die proportional zur Spannung ist, kann auf einer Skala abgelesen werden.
Starke-Schröder-Voltmeter werden in einfacher Bauweise bis zu Spannungen von einigen 10 kV ausgeführt. Bei Hochspannungen über 100 kV werden, um die mechanischen Abmessungen der Elektroden und Störeffekte zufolge von Randeffekten klein zu halten, druckgasisolierte Ausführungen eingesetzt. Diese Messgeräte kommen aufgrund ihrer mechanischen Empfindlichkeit im Regelfall nur im Bereich von Hochspannungslabors zum Einsatz.

### Elektroskop
Bei dem Elektroskop befinden sich beide Elektroden auf gleichen Potential und stoßen sich bei angelegter Spannung gegenseitig ab, wobei eine Elektrode als Zeiger ausgebildet ist und der Anzeige dient. Die Kraft der elektrostatischen Abstoßung der Elektroden steht bei manchen Geräten durch die auf den Zeiger wirkende Schwerkraft im Gleichgewicht.